# 龐頓島
65°6′S 63°5′W / 65.100°S 63.083°W
龐頓島（Ponton Island），是南極洲的島嶼，位於葛拉漢地西岸的丹科海岸，處於穆羅群島東南面2.8公里的弗蘭德雷斯灣附近，在1954年被繪入阿根廷地圖，以蘇格蘭發明者命名，現時由南極條約體系管理。